# Косагаш (Кербулацький район)
Косага́ш (каз. Қосағаш) — село у складі Кербулацького району Жетисуської області Казахстану. Входить до складу Коксуського сільського округу.
Населення — 342 особи (2021; 492 у 2009, 586 у 1999, 568 у 1989).